# Abbazia di Lorsch
L'abbazia imperiale di Lorsch (in tedesco: Reichsabtei Lorsch, in latino: Laureshamense Monasterium, chiamata anche Laurissa o Lauresham) fu una delle più famose abbazie dell'Impero carolingio; essa si trova nella cittadina di Lorsch, in Assia, circa 18 chilometri a est di Worms. Pur essendo caduta in rovina, i suoi resti sono comunque considerati l'edificio pre-romanico più importante di tutta la Germania.
Nel 1170 venne compilato qui un manoscritto (conservato oggi negli archivi di stato di Würzburg) che è di fondamentale importanza come fonte di notizie sulla Germania medievale. Un altro importante documento proveniente dall'abbazia è il Codex Aureus, risalente all'VIII secolo.
Nel 1991 le rovine dell'abbazia, di cui la Torhalle è l'emergenza più nota, furono inserite nell'elenco dei siti patrimonio dell'umanità dell'UNESCO.

## Gli inizi
L'abbazia venne fondata nel 764 dal conte dei Franchi Cancor e dalla madre Williswinda come chiesa proprietaria (in tedesco Eigenkirche), cioè costruita su di un terreno privato e su cui il signore feudale riteneva il diritto di nominare il personale ecclesiastico. Essi chiamarono quindi Crodegango, arcivescovo di Metz, che consacrò la chiesa ed il monastero a San Pietro e ne divenne il primo abate. Nel 766 però egli rinunciò al titolo per dedicarsi al compito di arcivescovo di Metz e mandò il fratello Gundeland come suo successore, insieme a 14 monaci benedettini. Per aumentare l'importanza dell'abbazia come luogo di pellegrinaggio, Crodegango ottenne da Papa Paolo I il corpo di san Nazario, martirizzato a Roma insieme a 3 compagni durante il regno di Diocleziano. Le sacre reliquie arrivarono il giorno 11 luglio 765 e vennero deposte con tutti gli onori nella basilica che si trova all'interno del monastero. Gli edifici vennero quindi rinominati in onore di san Nazario.
La chiesa principale, dedicata ai santi Pietro, Paolo e Nazario, venne consacrata dall'arcivescovo di Magonza Lullo nel 774, alla presenza di Carlo Magno. Presto si sparse la voce di numerosi miracoli avvenuti a Lorsch per intercessione di San Nazario e cominciarono a giungere pellegrini da molte parti d'Europa. La biblioteca e lo scriptorium dell'abbazia resero Lorsch uno dei principali centri culturali tedeschi del X e XI secolo. Papi e imperatori favorirono a più riprese l'abbazia di Lorsch con privilegi e donazioni, dalle Alpi al Mare del Nord, rendendola in breve tempo non solo immensamente ricca, ma anche sede di una notevole influenza politica. Venne quindi dichiarata una Reichsabtei, cioè una specie di principato sovrano, soggetto direttamente e solamente all'Imperatore del Sacro Romano Impero. La fama dell'abbazia si può intuire dal fatto che due sovrani carolingi, Ludovico II il Germanico e Ludovico III il Giovane, furono sepolti qui, nell'Ecclesia varia, una cappella funeraria appositamente costruita. Anche la regina Cunegonda, consorte di Corrado I di Franconia, venne sepolta qua.

## La decadenza

Francobollo tedesco con la raffigurazione dell'abbazia

L'abbazia fu implicata anche in numerose dispute feudali e addirittura in alcune guerre. Dopo essere stata governata da 46 abati benedettini, Conrad, l'ultimo abate, venne deposto nel 1226 da Papa Gregorio IX; nel 1232, a causa delle pressioni di Federico II, l'abbazia andò a far parte dei possedimenti di Sigfrido II, Arcivescovo di Magonza, ponendo fine al periodo d'oro dell'indipendenza politica e culturale di Lorsch.
Negli anni quaranta del XIII secolo vennero incaricati di prendersi cura del monastero dei monaci premonstratensi, con l'avallo di papa Celestino IV, ed essi rimasero fino al 1556, quando Lorsch e altri territori della regione passarono nelle mani di principi che aderivano al luteranesimo e al calvinismo. Ottone-Enrico, elettore palatino, portò tutti i volumi contenuti nella biblioteca dell'abbazia ad Heidelberg, creando così la famosa Bibliotheca Palatina. Subito dopo, fra il 1557 e il 1563, i pochi rimanenti abitanti dell'abbazia vennero congedati e mandati altrove. Nel 1622, dopo la cattura di Heidelberg, Massimiliano I donò la splendida libreria (composta da 196 casse di manoscritti) a papa Gregorio XV. Venne mandato Leone Allacci per sovrintendere allo spostamento di quel tesoro verso Roma, dove venne incorporato nella Biblioteca apostolica vaticana.
Durante la guerra dei trent'anni Lorsch e la regione in cui si trova vennero devastate e la maggior parte degli edifici rasi al suolo. Dopo che l'arcivescovo di Magonza riguadagnò il possesso della città, essa tornò alla fede cattolica. Il periodo peggiore comunque venne durante le guerre con Luigi XIV, fra il 1679 e il 1697, quando interi villaggi e gli stessi edifici dell'abbazia vennero bruciati dai soldati francesi. Una parte della costruzione, lasciata integra, venne utilizzata come deposito di tabacco negli anni precedenti lo scoppio della prima guerra mondiale.
La vecchia porta di accesso, la Torhalle, costruita nel IX secolo da Ludovico il Cieco, è il più antico monumento della Franconia che ci sia pervenuto: essa combina elementi degli archi trionfali di epoca romana con tipici elementi teutonici.

## Sepolture
- Ludovico II il Germanico - sovrano dei Franchi Orientali
- Ludovico III il Giovane - sovrano dei Franchi Orientali
- Ugo di Sassonia - figlio bastardo di Ludovico III
- Liutpoldo di Baviera - margravio di Baviera
- Cunegonda - regina dei Franchi Orientali

## Abati di Lorsch (764-1229)
- San Crodegango 764-765, anche vescovo di Metz
- Gundeland 765-778
- Elmerico 778-784
- Richbodo 784-804
- Adalung 804-837
- Samuele 837-856
- Eigilbert 856-864/865
- Thiothroch 864/865-876
- Babo 876-881
- Walter 881-882
- Gerardo 883-893
- Adalberone 895-897 (prima elezione)
- Liutero 897-900 (prima elezione)
- Adalberone 900-901 (seconda elezione)
- Hatto I di Magonza 901-913
- Liutero 914-931 (seconda elezione)
- Evergis 931-948?
- Bruno di Sassonia (fratello di Ottone I di Sassonia) 948?-951
- Gerbodo 951-972
- Salmanno 972-999
- Werner I 999-1001
- Werner II 1001-1002
- Geroldo I 1002-1005
- Poppo, anche abate di Fulda (della dinastia dei Babenberger) 1006-1018
- Reginbaldo 1018-1032
- Umberto 1032-1037
- Bruning 1037-1043
- Ugo I 1043-1052
- Arnoldp 1052-1055
- Udalrico 1056-1075
- Adalberto 1075-1077
- Winther (della dinastia dei Saargaugrafen) 1077-1088
- Anselmo 1088-1101
- Geroldo II 1101-1105
- Ugo II 1105
- Gebardo 1105-1107
- Ermenoldo 1107-1111?
- Benno 1111?-1119
- Heidolfo 1119
- Ermanno 1124-1125
- Diemo 1125-1139
- Baldemaro 1140-1141
- Folknand 1141-1148
- Ildeberto 1148
- Marquardo 1148-1149
- Enrico 1151-1167
- Sigeardo 1167-1199/1200
- Luitpoldo di Scheinfeld 1199/1200-1214
- Corrado 1214-1229